# 1586

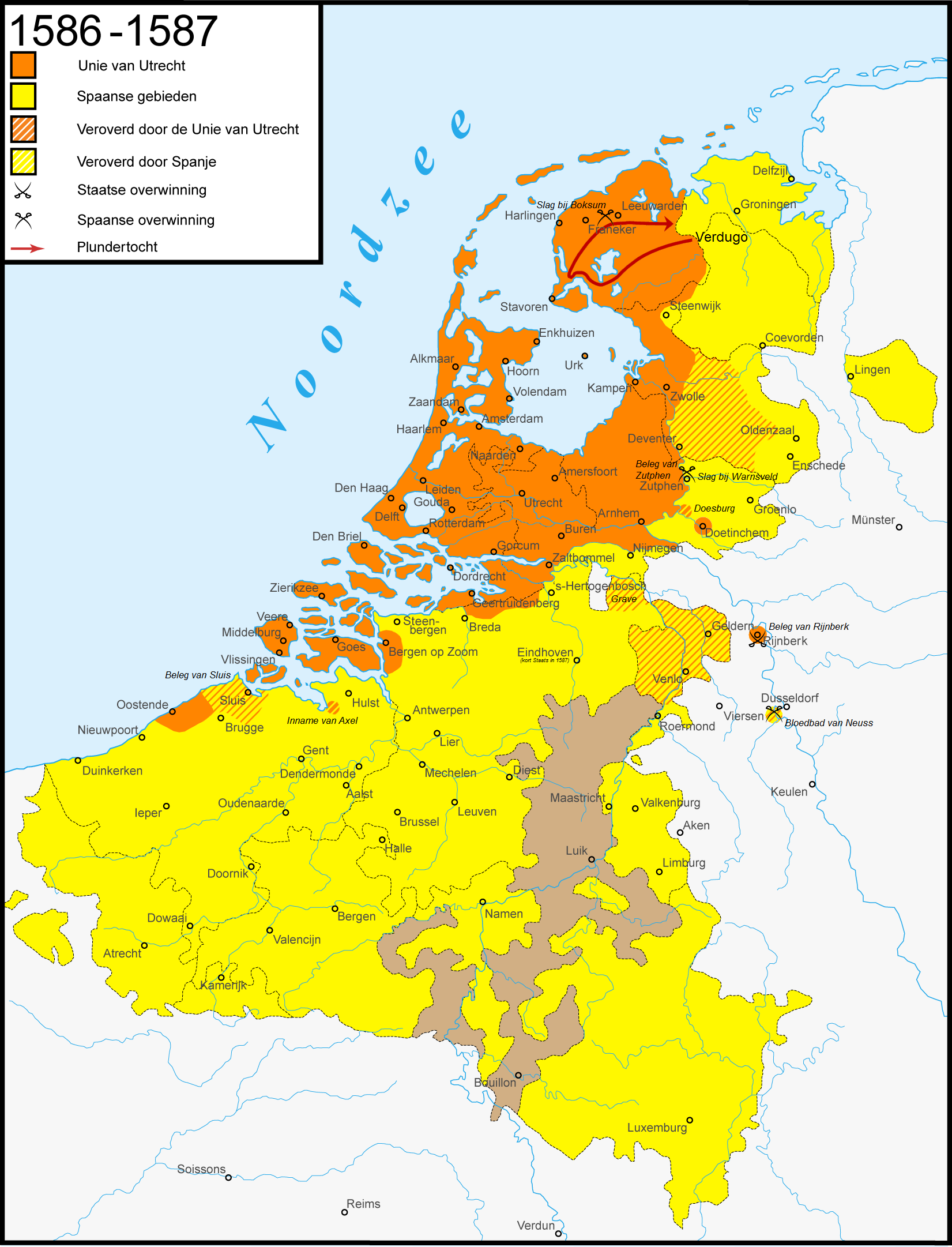
De Nederlandse Opstand in 1586-'87.

Het jaar 1586 is het 86e jaar in de 16e eeuw volgens de christelijke jaartelling.

## Gebeurtenissen
januari
- 13 tot 18 - Bij afwezigheid van de Friese stadhouder Willem Lodewijk vallen koninklijke Vlaamse troepen vanuit Groningen Friesland binnen. Na dagen van plundering, moord en verkrachting verslaan ze in de Slag bij Boksum het Friese legertje.

april
- 5 - Leicester vaardigt een plakkaat uit waarin hij levering van voedingsmiddelen en munitie aan de Spanjaarden strafbaar stelt met de dood. Hij haalt zich daarmee de haat van de Hollandse kooplieden op de hals.

juni
- 7 - Het Beleg van Grave (1586) wordt gewonnen door Alexander Farnese. De Staatse garnizoenscommandant Lubbert Torck krijgt met zijn mannen vrije aftocht naar Zaltbommel.
- 28 - Lubbert Torck en zijn staf worden in het stadhuis van Utrecht door een krijgsraad ter dood veroordeeld wegens het prijsgeven van Grave. Het vonnis wordt direct buiten het stadhuis voltrokken.

juli
- 17 - In opdracht van Prins Maurits verovert kolonel Jan Piron de stad Axel op de Spaanse troepen. De katholieke bevolking vlucht (of wordt verjaagd) naar Gent.
- 26 - De Duitse stad Neuss wordt volledig vernietigd tijdens de Keulse Oorlog door een aanval op de stad door de hertog van Parma tijdens het Bloedbad van Neuss. Daarbij worden in totaal ongeveer 3000 burgers gedood, op een bevolking van ongeveer 4500, en het complete garnizoen bestaande uit 1600 soldaten wordt vermoord. Nadat de stad in brand wordt gestoken blijven slechts acht huizen gespaard.

augustus
- 14 - In Engeland wordt Anthony Babington gearresteerd op beschuldiging van het beramen van een staatsgreep om de katholieke Mary Stuart aan de macht te brengen.
- 28 - Begin werkzaamheden van de Admiraliteit van Amsterdam.

september
- 20 - Babington wordt op Tower Hill geëxecuteerd.
- 22 - Slag bij Warnsveld tussen een Staats leger onder leiding van Leicester met daarin veel Britse eenheden, en troepen die namens Spanje vechten. Het Staatse leger heeft als doel de bevoorrading van Zutphen door de Spanjaarden te beletten, maar slaagt daar niet in.

november
- 18 - William Stanley (1548-1630) krijgt het gezag over Deventer, waar 1200 Ierse soldaten gelegerd zijn.

december
- 3 - paus Sixtus V vaardigt de bul Postquam verus uit, waarmee de omvang van het College van Kardinalen wordt bepaald op 70. Deze Sixtijnse norm zal tot paus Johannes XXIII blijven bestaan, en door diens opvolger, Paulus VI in 1973 formeel worden gewijzigd.

zonder datum
- De Vlaamse natuurkundige Simon Stevin voert samen met Jan Cornets de Groot de valproef met twee loden bollen uit op de toren van de Nieuwe Kerk (Delft).
- Simon Stevin schrijft zijn belangrijkste werk De Thiende, waarin hij decimale breuken introduceert.
- De Japanse keizer Ogimachi doet afstand van de troon.
- Johan van Oldenbarnevelt wordt landsadvocaat van de Staten van Holland.
- Protestantse synode van Den Haag.

## Bouwkunst

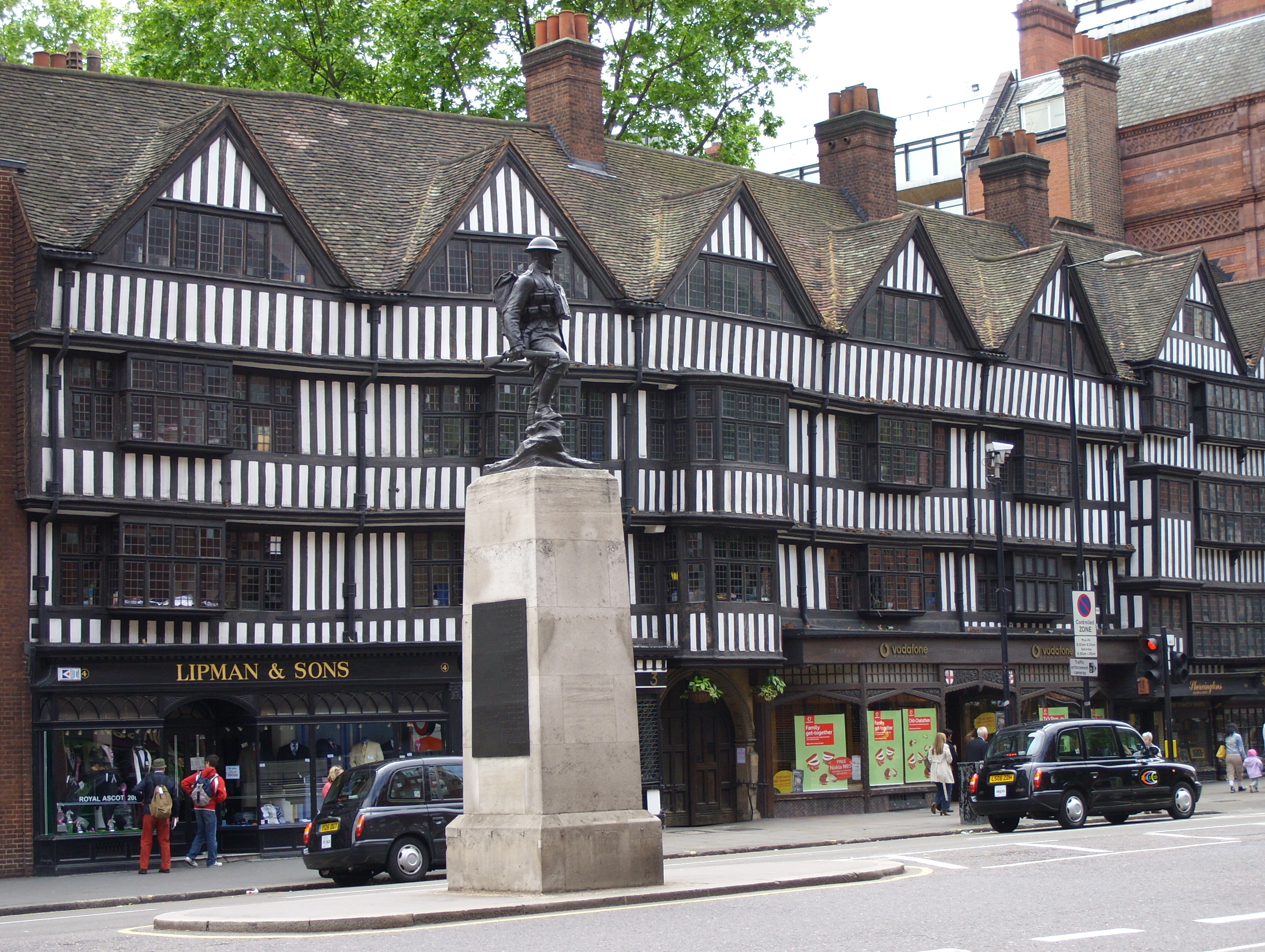
Staple Inn Londen (1586)
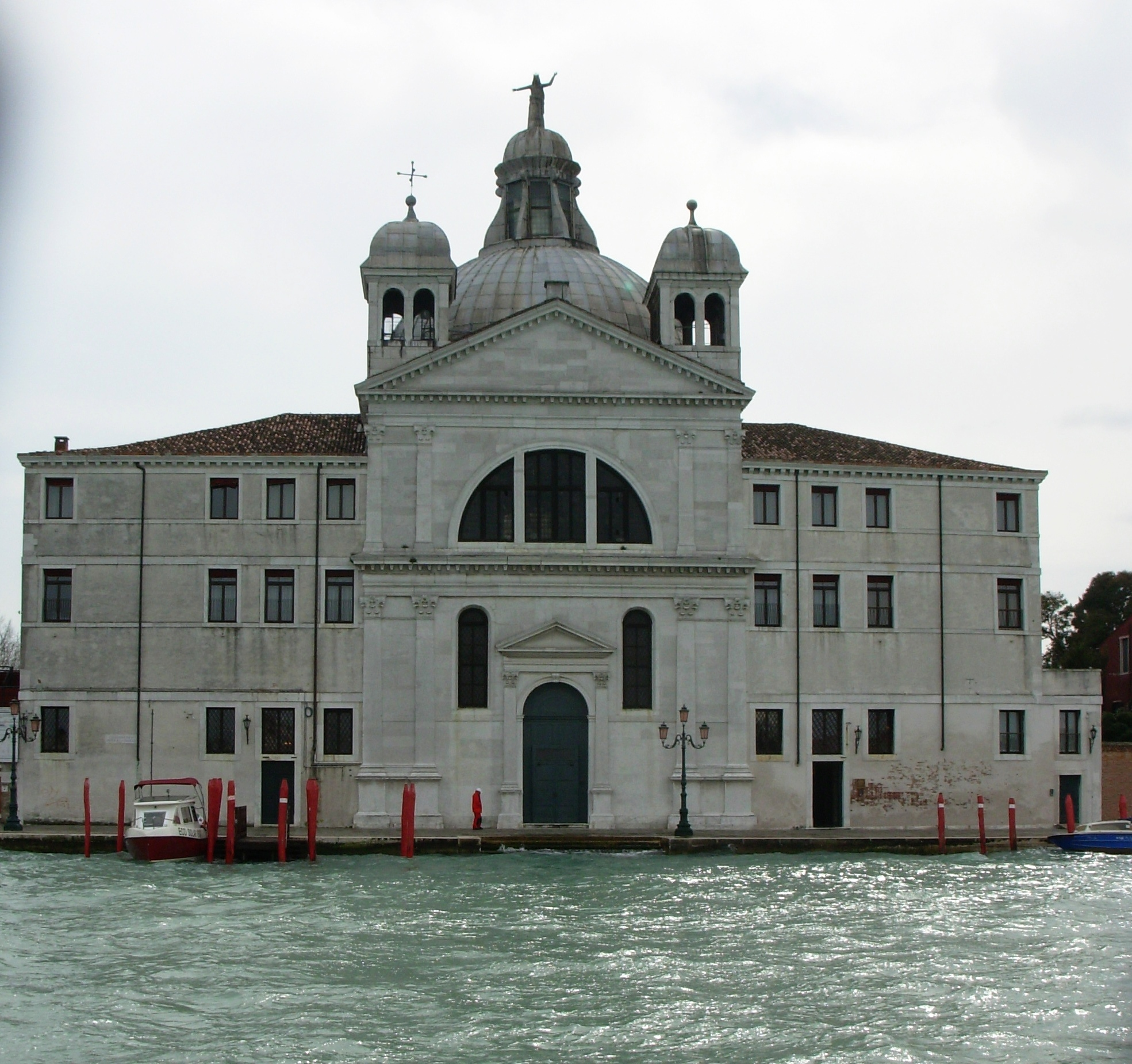
Chiesa delle Zitelle (Venetië) (1586)

## Geboren
februari
- 26 - Niccolò Cabeo, Italiaans Jezuïet en natuurfilosoof (overleden 1650)

april
- 20 - Rosa van Lima, Peruaans kloosterzuster en heilige (overleden 1617)

augustus
- 8 - Adolf van Nassau-Siegen, Duits ritmeester in Staatse dienst (overleden 1608)

datum onbekend
- Johann Valentin Andreae, protestants theoloog

## Overleden
januari

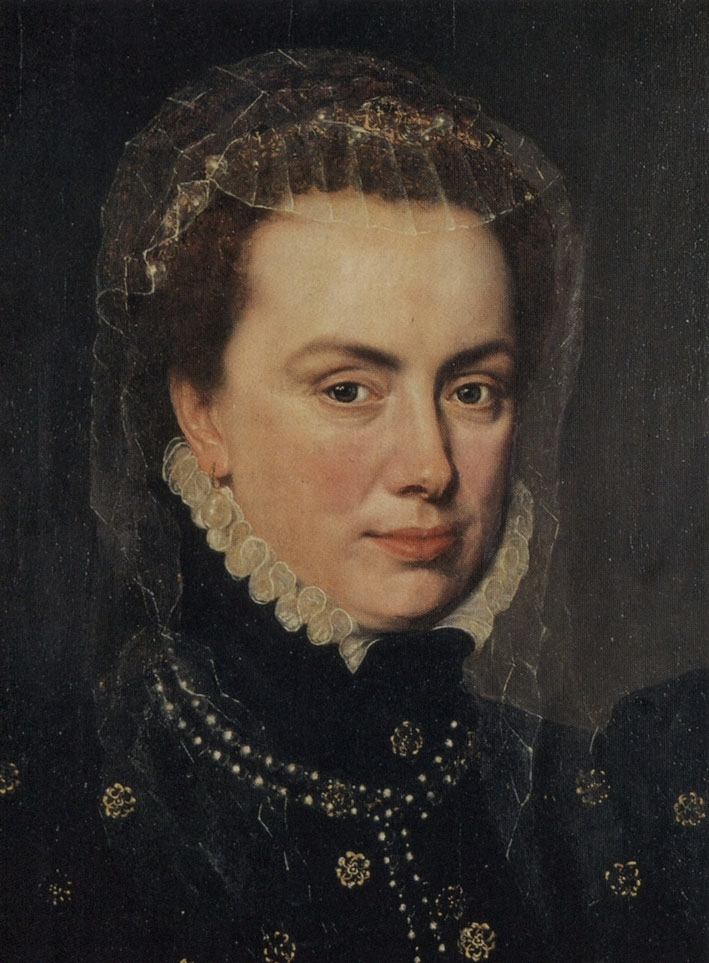
Margaretha van Parma

- 18 - Margaretha van Parma (63), landvoogdes voor Filips II in de Nederlanden van 1559 tot 1567

mei
- 9 - Luis de Morales (~77), Spaans kunstschilder

september
- 21 - Antoine Perrenot de Granvelle (69)

oktober
- 17 - Philip Sidney, Engels dichter en diplomaat, overlijdt ten gevolge van verwondingen opgelopen tijdens de Slag bij Warnsveld.

datum onbekend
- Andrea Gabrieli (56), Venetiaans componist